# The Sensorites
The Sensorites é o sétimo serial da primeira temporada da série de ficção científica britânica Doctor Who. Embora The Keys of Marinus e The Daleks sejam ambos claros exemplos de aventuras estilo ficção científica de Doctor Who, nenhuma tinha especificamente declarado que se situava no futuro. Assim, The Sensorites foi a primeira história a reivindicar que tomava lugar a mais de um século depois da sua época de transmissão.
O terceiro episódio, "Hidden Danger", tem a distinção de ser o primeiro episódio de Doctor Who a ter a exibição atrasada devida a programação por parte de departamento da BBC. Assim como a terceira e quarta temporadas da série nova tiveram episódios com a exibição atrasada na BBC Wales devido ao Eurovision Song Contest, The Sensorites foi interrompido devido ao fato de Summer Grandstand ser estendido no Sábado, 04 de julho de 1964, para a programação especial de esportes. 
Narrativamente, certos elementos da história chegaram a série moderna de Doctor Who. A descrição de Susan de seu planeta natal foi quase que diretamente citada pelo Décimo Doctor em "Gridlock", e "Planet of the Ood" sugere um parentesco entre os Oods e os igualmente telepáticos Sensorites.

## Sinopse
O Doutor, Ian, Barbara e Susan chegam através da TARDIS a uma nave espacial. Sua preocupação inicial é com a tripulação humana do nave, que estão sofrendo com a interferência telepática dos Sensorites, mas Susan se comunica com os Sensorites e descobre que os aliens temem um ataque dos seres humanos e estão apenas se defendendo. O Doutor viaja para a Sense Sphere (planeta os Sensorites), tentando curar uma doença que os aflige.

## Enredo
Os viajantes da TARDIS pousam em uma nave em movimento e encontram a tripulação aparentemente mortos. No entanto, um dos membros da tripulação, o capitão Maitland, recobra a consciência e Ian Chesterton e outra mulher, Carol Richmond. Estes dois dizem aos viajantes que estão em uma missão de exploração da Terra e orbitam Sense-Sphere. No entanto, os seus habitantes, os Sensorites, se recusam a deixá-los sair da órbita. Os Sensorites visitam e parar os viajantes para sair, enquanto os enviam em rota de colisão, o que o doutor desvia. Os viajantes, em seguida, conhecem John (cuja mente foi quebrado pelo Sensorites) e descobrem que ele é o noivo de Carol.
Voltando a assolar a tripulação, os Sensorites congelam Carol e Maitland mais uma vez. O doutor quebra condicionamento mental de Maitland, mas não pode ajudar John. Susan e mente telepática são inundados com as muitas vozes das Sensorites que permanecem com medo dos humanos e estão tentando se comunicar com ela. Enquanto isso, o doutor trabalha para que os Sensorites, porque John, um mineralogista, tinha descoberto uma vasta oferta de molibdênio em Sense-Sphere. Susan relata que os Sensorites querer fazer contato com os viajantes, pedindo a tripulação ir a bordo Sense-Sphere e revelam que uma expedição anterior Terra lhes causou grande sofrimento. O doutor se recusa, mas Susan, sob coação, concorda e começa a deixar a nave.
O doutor deduz que os Sensorites precisam de muita luz, então Ian reduz a iluminação na nave, tornando os Sensorites impotentes e resgatar Susan. O doutor então pede aos Sensorites para retornar o seu bloqueio e é convidado para ir a Sense-Sphere para falar com o líder. Susan, Ian, Carol e John se juntar a ele, enquanto Barbara Maitland ficar para trás. John é prometido que sua condição será revertida. Em sua jornada para Sense-Sphere, aprender o partido que os visitantes anteriores da Terra exploradas Sense-Sphere por sua riqueza, em seguida, argumentou. Metade deles roubou a nave, que explodiu na decolagem.
O Conselho Sensorite está dividido sobre a questão de convidar o partido para Sense-Sphere: alguns dos vereadores optaram por matá-los à chegada, mas alguns acreditam que os seres humanos poderiam ajudar com a doença que está matando muitos Sensorites. A primeira parcela é frustrada por outros Sensorites, mas eles continuam a conspirar em segredo. Os seres humanos não são informados da primeira parcela, e John e Carol são curados. Na sala principal da conferência, Ian começa a tossir violentamente e colapsos. Sofrendo com a doença que tem arruinado as Sensorites, ele é dito que ele vai morrer em breve.
Acontece que ele estava realmente se envenenado por beber a água do aqueduto geral. O doutor encontra o aqueduto com problemas e começa a trabalhar com os cientistas Sensorite. A captura Sensorites plotagem e, em seguida, passar por um líder Sensorite, o Segundo Elder e roubar a nova cura, antes que ele é dado a Ian, mas um novo é feito de forma fácil e Ian está curado.
Enquanto isso, a investigar o aqueduto, doutor encontra barulhos estranhos e escuridão. Ele localiza e remove a beladona (a causa do envenenamento), mas na volta, encontra um monstro invisível. Susan e Ian encontraram-no inconsciente com um casaco rasgado, mas por outro lado ileso. Ao ser recuperado, ele fala de sua suspeita de que alguns Sensorites estão conspirando para matá-los. Os Sensorites tramando matar o Segundo Elder e um deles iam substitui-lo em sua posição.
John diz aos outros que ele sabe o plotter liderança, mas agora ele é muito poderoso, então o doutor e Ian vão até o aqueduto para encontrar os envenenadores. Suas armas e mapa foram violados e são inúteis.
Em outra parte, um misterioso assaltante rapta Carol e obriga-a a escrever dizendo que ela deixou para ir a nave. Nem Susan, John ou Barbara acreditam que isso que eles vão investigar e encontram-na presa. Susan, John e Barbara dominam o guarda e soltam Carol. Ao descobrir sobre as ferramentas adulteradas, eles vão para o aqueduto para resgatar o doutor e Ian. O líder descobre os conspiradores um pouco mais tarde.
Ian e o Doutor descobrem que os monstros eram realmente os sobreviventes da Terra na missão anterior, e que tinham sido envenenados por Sensorites. Seu Comandante enlouquecido leva-los para a superfície, onde eles estão presos pelos Sensorites. O doutor e seu partido voltam para a cidade, implorando clemência para os envenenadores. O líder do Sensorites concorda e envia-los de volta com Maitland, John e Carol para a Terra, para o tratamento de loucura.

### Continuação
Na cena de abertura de um episódio, os personagens se relacionam de volta as aventuras que tive desde que entrou para o Doutor. "Tudo começou como uma curiosidade leve em uma jarda de sucata"  e "tomou-nos de volta aos tempos pré-históricos (An Unearthly Child), The Daleks, Marco Polo, Marinus (The Keys of Marinus), e The Aztecs". A descrição de Susan de seu planeta natal como tendo um céu laranja e prata queimadas árvores com folhas no episódio 6 é ecoado por uma descrição semelhante do planeta pelo Décimo Doutor de Martha Jones em "Gridlock". Ele também tem semelhanças com a descrição dada pelo Oitavo Doutor a Graça no telefilme "Doctor Who" de 1996.
O doutor refere a si mesmo como humano no episódio 2. .  Uma das criaturas no episódio "sequestram" os ataques do Doutor, e ele declara mais tarde que o atacou sob seu coração - o que sugere que ele tem apenas um coração. Com dois corações do doutor não aparece na série até muito mais tarde (Spearhead from Space).
Este episódio é conhecido pelo uso de Susan para a telepatia. A concepção anterior do personagem de Susan girou como uma menina que tinha menos habilidades incomuns, dos quais a capacidade de Susan nesta história pode ser visto como um dos poucos remanescentes. No final da história, Susan perde sua telepatia porque de acordo com as Sensorites, a Esfera Sense "tem um número extraordinário de frequências ultra-altas, então eu não será capaz de continuar a utilizar transferência de pensamento." No entanto, o doutor disse que ela tem um dom e "quando chegarmos em casa para o nosso próprio lugar, acho que devemos tentar aperfeiçoá-lo." As histórias anteriores e os meios de spin-offs têm mais explicitamente esclareceu que a história dos Time Lords têm limitado suas habilidades telepáticas. Experiências de Susan transitam para a grande produção final, com história de áudio Transit of Venus. Ela ocorre diretamente após esta história, apesar do fato de que o final de The Sensorites, parece levar diretamente para o reino do terror. No entanto, esta inconsistência é explicado na reprodução de áudio.
No Doctor Who Confidential, episódio "You've Got the Look" (lançado para acompanhar "The Impossible Planet"), Russell T Davies disse que queria que o Ood se assemelha aos Sensorites, e que ele gosta de pensar que eles vêm de um planeta perto da Sense-Sphere. Isso foi mais tarde confirmada no episódio Décimo Doutor "Planet of the Ood", no qual o doutor visita terra natal dos Ood (o Ood-Sphere) e menciona que ele visitou uma vez o Sense-Sphere no mesmo sistema.